# Губашево
Губашево је насељено место у граду Забок, Крапинско-загорска жупанија, Хрватска.

## Историја
До територијалне реорганизације у Хрватској било је у саставу старе општине Забок.

## Становништво
У попису становништва из 2011. године, Губашево је имало 262 становника.
| Број становника према пописима | Број становника према пописима | Број становника према пописима | Број становника према пописима | Број становника према пописима | Број становника према пописима | Број становника према пописима | Број становника према пописима | Број становника према пописима | Број становника према пописима | Број становника према пописима | Број становника према пописима | Број становника према пописима | Број становника према пописима | Број становника према пописима | Број становника према пописима |
| ------------------------------ | ------------------------------ | ------------------------------ | ------------------------------ | ------------------------------ | ------------------------------ | ------------------------------ | ------------------------------ | ------------------------------ | ------------------------------ | ------------------------------ | ------------------------------ | ------------------------------ | ------------------------------ | ------------------------------ | ------------------------------ |
| 1857                           | 1869                           | 1880                           | 1890                           | 1900                           | 1910                           | 1921                           | 1931                           | 1948                           | 1953                           | 1961                           | 1971                           | 1981                           | 1991                           | 2001                           | 2011                           |
| 330                            | 358                            | 376                            | 376                            | 357                            | 328                            | 302                            | 292                            | 289                            | 297                            | 312                            | 338                            | 259                            | 245                            | 253                            | 262                            |

Напомена: Године 1981. смањено за део насеља насеља који је припојен насељу Павловец Забочки и садржи податке за тај део до 1971.